# Moltiplicazione vegetativa
La moltiplicazione vegetativa, spesso erroneamente definita riproduzione vegetativa, più correttamente definibile con propagazione clonale, è la tecnica agronomica con la quale si ottengono molti individui identici, moltiplicandoli mediante i dispositivi naturali delle piante stesse.
Le piante infatti in moltissime specie sono disponibili, per occupare rapidamente l'ambiente e ottenere così un privilegio di affermazione ambientale, ad utilizzare diversi dispositivi che sono di fatto sistemi per duplicare lo stesso individuo.
Tali sistemi sono ad esempio i tuberi, i bulbi (caulinari e radicali), i rizomi, gli stoloni, le propaggini.
Il termine "riproduzione" è improprio dato che tale termine si riserva alla riproduzione per seme, ovvero per riproduzione sessuale in senso lato, dove la prole è il prodotto dello scambio di materiale genetico fra genitori.

## La coltivazione merceologica
La coltivazione merceologica, quindi a scopo di commercio, ha come scopo l'affinamento di prodotti riconosciuti e apprezzati, su nicchie di mercato preparate. In tal senso sono importanti le filiere produttive non solo di un determinato tipo di frutto, ma anche di una precisa varietà di questo.
Sorge quindi la necessità di avere tutta una serie di piante che producano esattamente lo stesso tipo (varietà, pezzatura, forma, sapore, ecc.) di un determinato frutto. Questo si ottiene impiantando una serie di cloni della stessa pianta.

### La clonazione naturale
I sistemi delle piante di produrre bulbi, tuberi, romi, sono ben noti; la tecnica agronomica a questo punto si limita alla conservazione delle parti di piante adatte (appunto tuberi, rizomi, ecc.) e poi al loro impianto. Essendo il sistema assolutamente naturale, ed essendo altrettanto naturali gli adattamenti degli organismi patogeni, tutto il sistema è affetto da notevoli problemi dati del fatto che è una parte del "corpo" della pianta madre che è trasmesso, e quindi attraverso questo può essere trasmesso anche il corredo di patogeni della pianta madre.

### I sistemi tecnologici naturale-artificiali
Tra tali sistemi vi sono alcuni che utilizzano tecniche artificiali, ma che applicano sistemi naturali di clonazione; tali sono ad esempio la Talea, la Margotta, la Propaggine, e con buona estensione l'Innesto.

### I sistemi tecnologici "in vitro"
Le tecniche naturale-artificiali, sono in uso da secoli, danno un buon margine di successo, ma sono piuttosto impegnative nei termini della quantità di materiale necessario, fatto che limita grandemente la quantità di materiale (cloni) prodotti per ogni pianta madre.
Ci si è resi conto che l'utilizzo dei primissimi tessuti indifferenziati delle gemme vegetative (meristemi) produce la possibile clonazione; con pochissime cellule si ha la possibilità di avere una pianta (un clone) completa.
Il risalire poi alle gemme, il procedere in ambiente sterilizzato da patogeni, e l'operare. per le prime fasi replicative delle cellule "in vitro", cioè ambiente totalmente controllato (in provetta), permette di ridurre enormemente le infezioni da patogeni, avendo tra l'altro una enorme possibilità di amplificazione della produzione, con pochissimo materiale della pianta madre.